# NGC 4535
NGC 4535, también conocida como la Galaxia perdida es una galaxia espiral barrada situada en la constelación de Virgo, y que gracias al estudio de sus cefeidas realizado con ayuda del Telescopio Espacial Hubble se sabe que se halla a una distancia de 50 millones de años luz de la Vía Láctea, perteneciendo al Cúmulo de Virgo, y siendo una de las mayores galaxias de dicho cúmulo.